# Centaurea macroptilon
Centaurea macroptilon là một loài thực vật có hoa trong họ Cúc. Loài này được Borbás mô tả khoa học đầu tiên năm 1887.